# Tagliacozzo
Tagliacozzo is een gemeente in de Italiaanse provincie L'Aquila (regio Abruzzen) en telt 6979 inwoners (31-12-2012).
De volgende frazioni maken deel uit van de gemeente: Tremonti, Villa San Sebastiano, Gallo, Roccacerro, Sorbo, Colle San Giacomo, Poggio Filippo, San Donato, Poggetello.

## Geschiedenis
In 1268 vond bij het stadje de Slag bij Tagliacozzo plaats.
Eind 14e eeuw bouwde Roberto Orsini het hertogelijk paleis. De familie Orsini hield het gebied in leen van de koningen van Napels, totdat Giacomo Orsini in 1409 zijn steun gaf aan paus Alexander V, waarna Tagliacozzo onderdeel werd van de Pauselijke Staat. De familie Orsini bleef inTagliacozzo aan de macht en kreeg het recht er een munt te vestigen.
Op 9 juli 2014 kwam de gemeente in het nieuws vanwege een ontplofte vuurwerkfabriek.

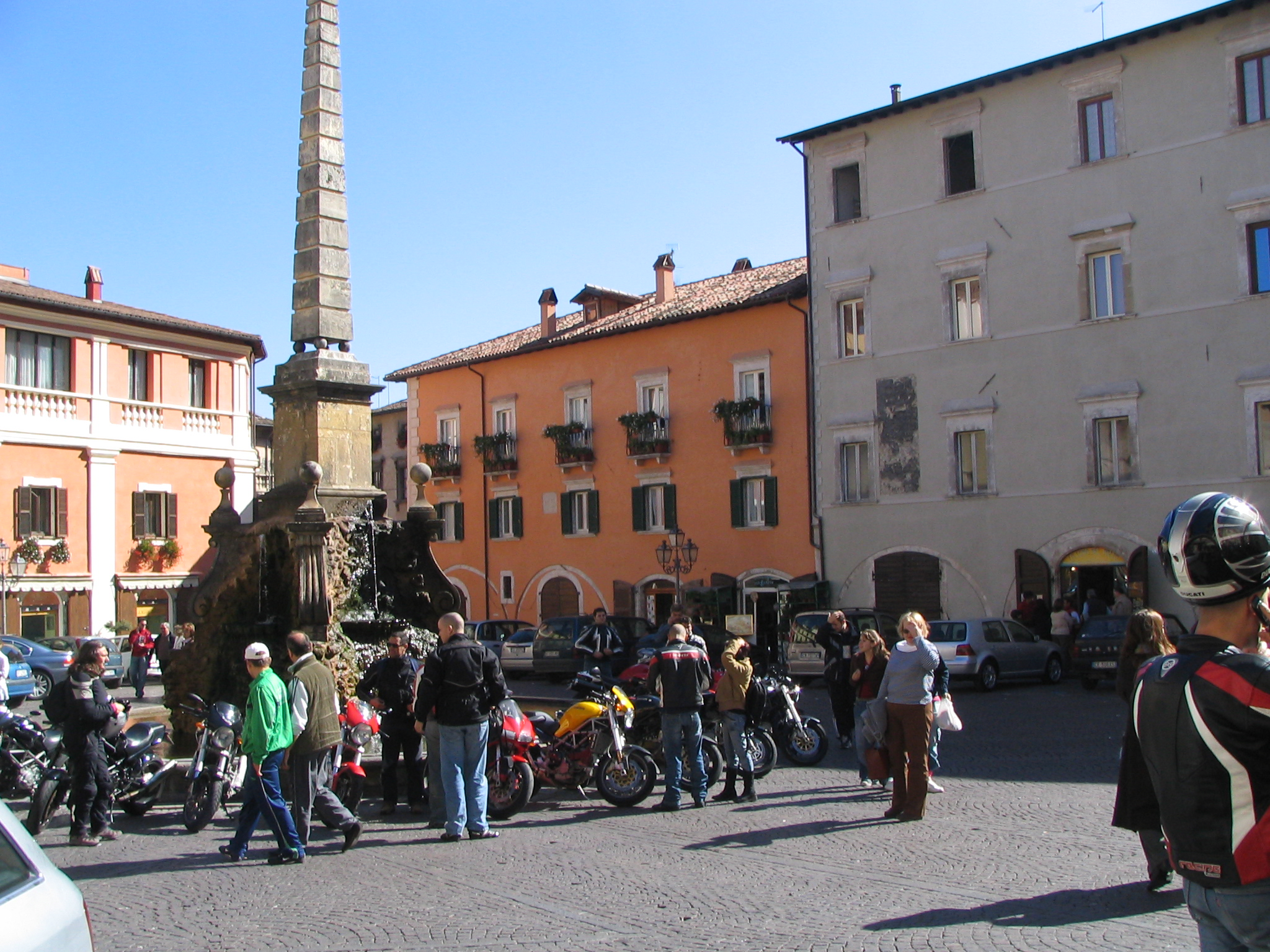
Centrum van Tagliacozzo
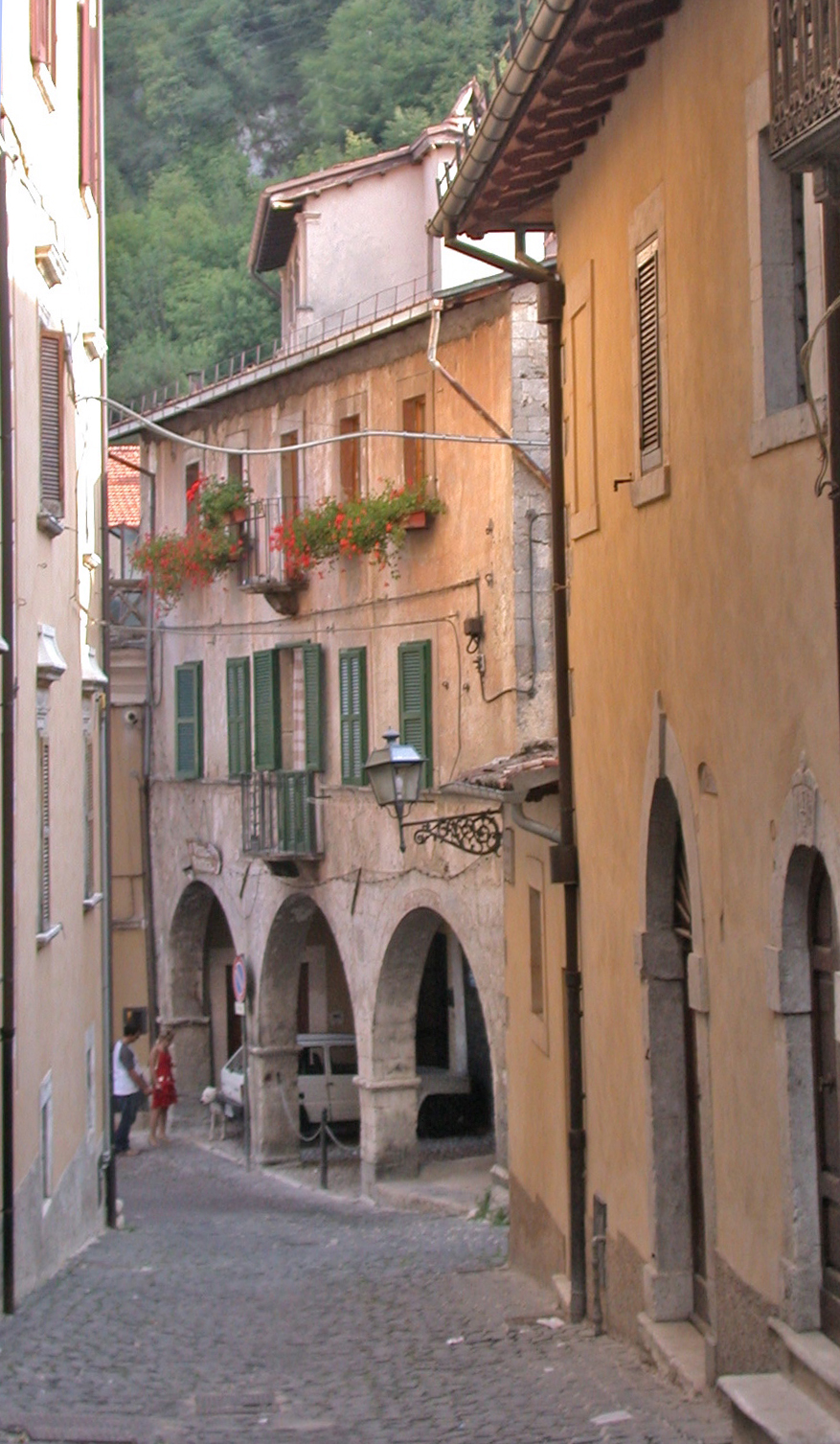
Straatje in Tagliacozzo
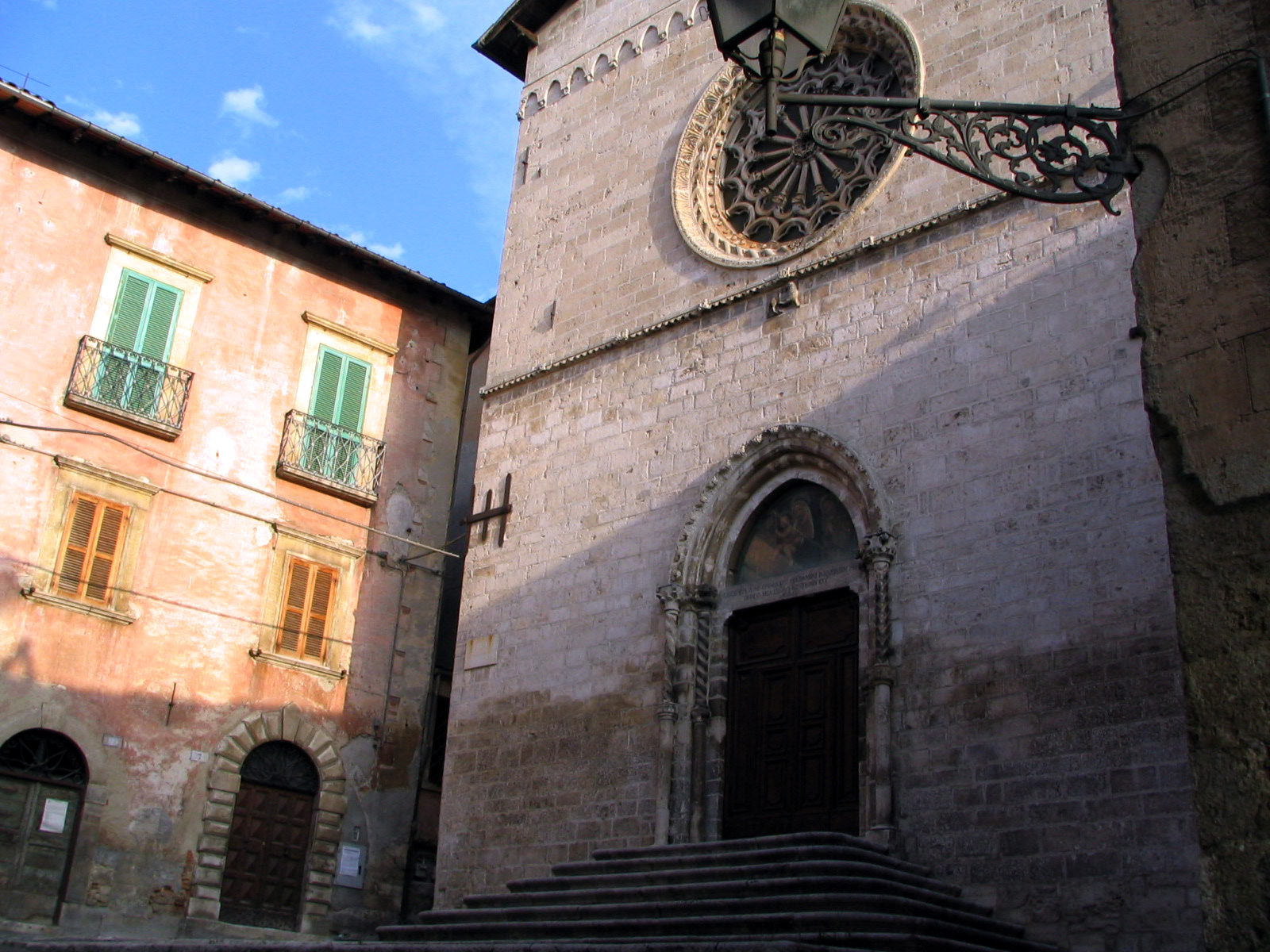
Kerk in Tagliacozzo

## Demografie
Tagliacozzo telt ongeveer 7000 inwoners en steeg in de periode 1991-2012 met 8,2% volgens tienjaarlijkse volkstellingen van ISTAT.
| Jaar | Inwoneraantal |
| ---- | ------------- |
| 1991 | 6452          |
| 2001 | 6532          |
| 2004 | 6753          |
| 2012 | 6979          |

## Geografie
De gemeente ligt op ongeveer 740 m boven zeeniveau.
Tagliacozzo grenst aan de volgende gemeenten: Capistrello, Cappadocia, Carsoli, Castellafiume, Magliano de' Marsi, Pereto, Sante Marie, Scurcola Marsicana.

## Sport
Tagliacozzo was één keer aankomstplaats van een etappe in wielerkoers Ronde van Italië. In 2025 won de Spanjaard Juan Ayuso er een rit.